# Marcilly-en-Bassigny
 Marcilly-en-Bassigny  es una población y comuna francesa, en la región de Champaña-Ardenas, departamento de Alto Marne, en el distrito de Langres y cantón de Terre-Natale.

## Demografía
| 348 | 308 | 272 | 273 | 277 | 234 |
| Para los censos de 1962 a 1999 la población legal corresponde a la población sin duplicidades (Fuente: INSEE [Consultar]) |     |     |     |     |     |